# David D. Kpormakpor
David Donald Kpormakpor (28 de septiembre de 1935 - 19 de agosto de 2010) fue un político liberiano, primer Presidente del Consejo de Estado que gobernó Liberia desde el 7 de marzo de 1994 hasta el 1 de septiembre de 1995 durante el apogeo de la Primera Guerra Civil de Liberia.
Nacido en el condado de Bomi, Kpormakpor se graduó en la Facultad de Derecho Louis Arthur Grimes de la Universidad de Liberia. Más tarde se desempeñó como juez asociado en el Tribunal Supremo de Liberia.
Durante la guerra civil, Kpormakpor fue elegido presidente civil del Consejo de Estado, que también incluyó a miembros que representan facciones en guerra en un intento de poner fin al conflicto. Tras un año de estancamiento político, Kpormakpor y el Consejo de Estado se disolvieron y fueron sucedidos por otro consejo encabezado por Wilton Sankawulo.
Kpormakpor más tarde se mudó a los Estados Unidos, residiendo en Staten Island. Murió en la ciudad de Nueva York en 2010.